# Basilia limbella
Basilia limbella är en tvåvingeart som beskrevs av Maa 1986. Basilia limbella ingår i släktet Basilia och familjen lusflugor. Inga underarter finns listade i Catalogue of Life.